# Victoriano de la Serna y Ernst
Victoriano de la Serna y Ernst (Pamplona, 1 de mayo de 1939-Sevilla, 10 de diciembre de 2016) fue un torero español, hijo del también torero Victoriano de la Serna y Gil.

## Biografía
Victoriano de la Serna y Ernst nació en Pamplona el 1 de mayo de 1939. Desde joven, se sintió atraído por el mundo del toreo, influido por el éxito de su padre, una figura destacada en la tauromaquia de la década de 1930. 
Debutó con picadores el 16 de marzo de 1958 en la plaza de toros de Puertollano. Su carrera como novillero fue prometedora, toreando 33 novilladas en 1959. El 23 de junio de 1960, se presentó en la plaza de toros de Las Ventas en Madrid.
Tomó la alternativa el 5 de septiembre de 1960 en Aranjuez, con Curro Girón como padrino y Paco Camino como testigo. La confirmación tuvo lugar a los diez días, con Luis Miguel Dominguín de padrino y Victoriano Valencia de testigo.
Se retiró del toreo en la década de 1970. Falleció en Sevilla a los 77 años. Fue tío del periodista Jalis de la Serna.